# Clarita (Oklahoma)
Clarita est une census-designated place du comté de Coal, dans l'État d'Oklahoma, aux États-Unis. En 2020, elle compte une population de 135 habitants.